# OTRS

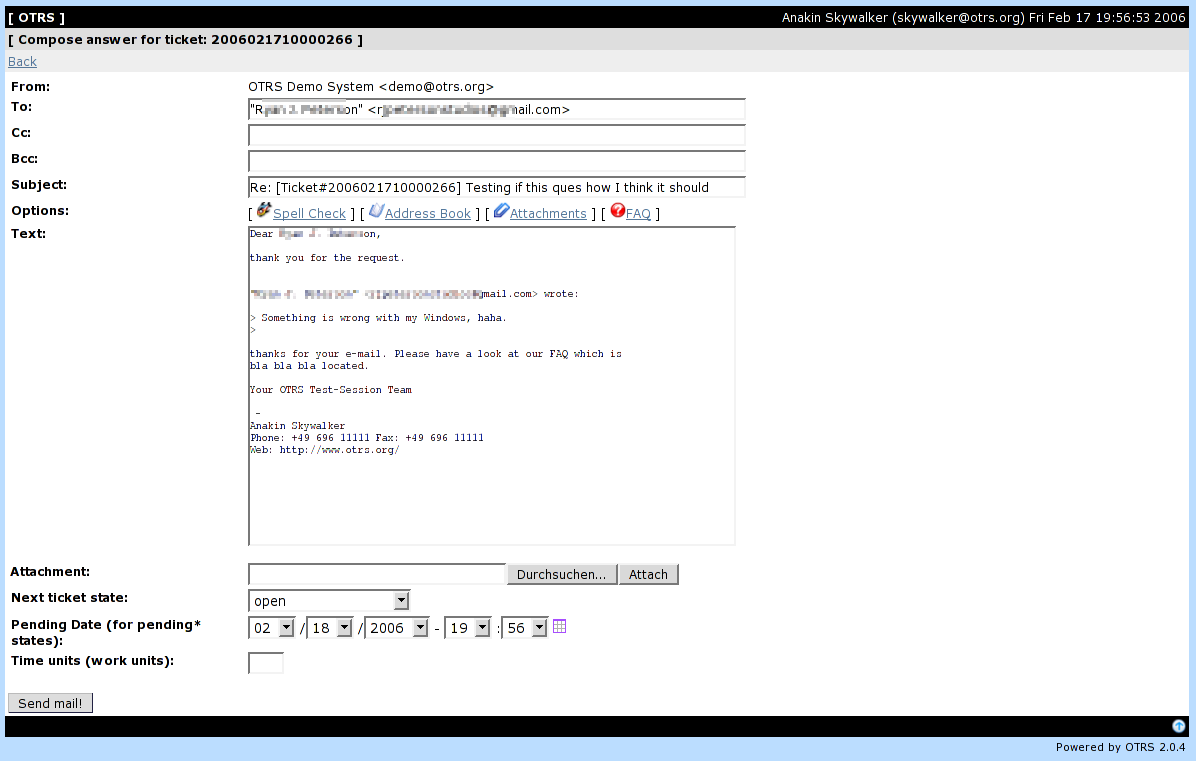
OTRS: Een ticket beantwoorden

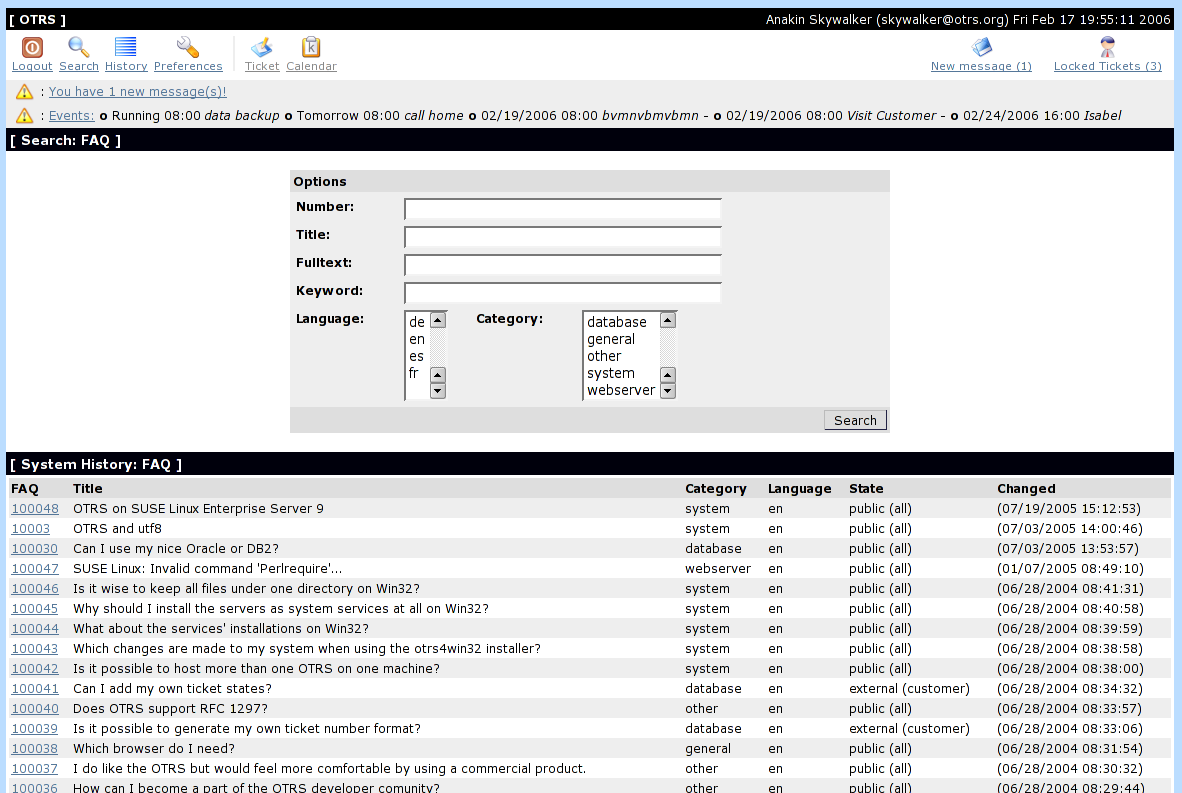
OTRS: zoeken in FAQs

OTRS staat voor Open source Ticket Request System en is een administratief mailprogramma op basis van opensourcesoftware. OTRS wordt doorgaans gebruikt om vragen, klachten, orders en tips van klanten af te handelen en te ordenen, bijvoorbeeld op een helpdesk. Met het ticket of ticketnummer wordt verwezen naar de complete mailwisseling, inclusief eventuele interne notities.

## Overzicht
Het Open-source Ticket Request System (OTRS) is meer dan een mailinglijst voor ticketverzoeken. Elk door het systeem gegenereerde ticket heeft een geschiedenis waarin alles te zien is wat er met dat ticket is gebeurd. OTRS heeft de mogelijkheid tickets over hetzelfde incident samen te voegen, waardoor het mogelijk is in te spelen op incidenten in plaats van op individuele meldingen van dat incident.
OTRS is ingericht op het hebben van meerdere gebruikers die tegelijkertijd de tickets afhandelen door ze te lezen, te ordenen en te beantwoorden. Het systeem is schaalbaar en geschikt om duizenden tickets per dag af te handelen door een praktisch onbeperkt aantal gelijktijdig actieve medewerkers.
OTRS heeft een geïntegreerde functionaliteit voor het aanmaken, bewerken en zoeken van FAQ-teksten. De FAQ-teksten kunnen worden ingesloten in de antwoorden op de tickets.
Met behulp van een meertalige web-gebruikersinterface is OTRS onafhankelijk van het gebruikte besturingssysteem, aangezien het systeem draait in een webbrowser. Hierdoor kan OTRS ook worden benaderd door externe medewerkers die betrokken zijn bij het behandelen van de tickets.
OTRS biedt een raamwerk met diverse functionaliteit. Sommige overheidsinstellingen maken gebruik van op OTRS gebaseerde systeem om incidentmeldingen af te handelen.

## Technologie
Sinds het begin is OTRS geprogrammeerd in Perl. De webinterface is gebruiksvriendelijker door het gebruik van JavaScript, dat kan uitgeschakeld worden omwille van beveiligingsoverwegingen. Verschillende functionaliteiten zijn geïmplementeerd als herbruikbare, onderliggende modules (back-end) waardoor het mogelijk wordt om aangepaste modules te maken om de functionaliteit van het OTRS-systeem uit te breiden.
De webinterface gebruikt een eigen templatemechanisme genaamd DTL (Dynamic Template Language) om de uitvoerdata van het systeem weer te geven.
Oorspronkelijk werkte OTRS enkel met MySQL-databases. Sindsdien is ondersteuning voor PostgreSQL, Oracle Database, DB2 en Microsoft SQL Server toegevoegd. OTRS kan gebruikt worden op Unix-achtige platforms zoals Linux, macOS, FreeBSD en op Microsoft Windows.
De schaalbaarheid van OTRS-systemen kan verhoogd worden door mod_perl te gebruiken voor Apache of door het databasesysteem en het webserversysteem te scheiden van elkaar. Dit zorgt ervoor dat meer gelijktijdige gebruikers kunnen zijn en laat hoge volumes van tickets toe .
Op Unix en Unix-achtige omgevingen werkt OTRS samen met systeemprogramma's zoals de mail transfer agent Postfix of de mailfilter procmail.

## Geschiedenis
Het OTRS.org-project werd gestart door Martin Edenhofer in 2001. 
In 2003 werd OTRS GmbH opgericht. In 2006 volgde toetreding tot de Noord-Amerikaanse markt.
In 2007 werd het bedrijf veranderd in OTRS AG met de bedoeling om naar de beurs te gaan. Dit gebeurde in 2009. In 2010 kreeg OTRS een Mexicaanse dochteronderneming en kon Zuid-Amerika bereikt worden voor de commerciële toepassingen. In 2011 werd OTRS actief in de APAC-regio.
In 2015 werd een nieuwe versie van de software gelanceerd, OTRS Business Solution. Deze commerciële versie maakte extra ondersteuning, configuratie en functies mogelijk voor professionele gebruikers.
Eveneens in 2015 werd ´´STORM powered by OTRS´´ gelanceerd.
In 2018 werden beide OTRS-specifieke producten hernoemd: De open source-versie werd ((OTRS)) Community Edition. De commerciële versie hield de naam OTRS. Een derde pakket heet OTRS On-Premise. Deze versie was bedoeld voor professionele klanten die het platform in hun eigen datacentra willen hosten.
In december 2020 kondigde OTRS AG het einde aan van de ondersteuning voor de Community-editie, dit leidde tot verschillende afsplitsingen (forks).